# Refugiados (serie de televisión)
Refugiados (The Refugees) es una serie de televisión hispano-británica de intriga y suspenso, creada por Ramón Campos, Gema R. Neira, Cristóbal Garrido y Adolfo Valor y producida por la BBC Worldwide y Bambú Producciones para laSexta. En España se estrenó el 7 de mayo de 2015 en multicanal en todos los canales de Atresmedia (laSexta, Antena 3, Neox y Nova).

## Sinopsis
En Refugiados la humanidad está sufriendo el mayor éxodo de su historia. 3000 millones de personas del futuro han viajado al presente huyendo de un inminente desastre global. Todos los refugiados deben cumplir dos reglas: no pueden hablar sobre el futuro y no pueden relacionarse con sus familias.
La llegada de los refugiados coge por sorpresa a todo el mundo, incluida la familia Cruz. La serie se centra en su historia, la de Samuel, la de Emma y la pequeña Ana. Su existencia sufre un vuelco tras la llegada a su casa de un misterioso refugiado, Álex, que viene con una increíble misión que cambiará sus vidas y que no dudará en hacer lo que sea por cumplirla, incluso romper las reglas.

## Reparto
- Natalia Tena: Emma Oliver
- Will Keen: Samuel "Sam" Cruz
- David Leon: Alex
- Dafne Keen: Ana "Ani" Cruz Oliver
- Ken Appledorn: Luis
- Jonathan D. Mellor: Óscar
- Charlotte Vega: Sofía
- Gillian Apter: Gloria
- Morgan Symes: Víctor
- Benjamin Nathan-Serio: Cristian
- Gary Piquer: Hugo
- Brendan Price: Félix
- Julius Cotter: Man

## Episodios y audiencias
| Nº temporada | Nº temporada | Episodios | Estreno           | Final               | Audiencia media | Audiencia media | Audiencia media |
| Nº temporada | Nº temporada | Episodios | Estreno           | Final               | Espectadores    | Cuota           |                 |
| ------------ | ------------ | --------- | ----------------- | ------------------- | --------------- | --------------- | --------------- |
|              | 1            | 8         | 7 de mayo de 2015 | 15 de junio de 2015 | 1 458 000       | 7,9%            |                 |
| Total        | Total        | 8         | 7 de mayo de 2015 | 15 de junio de 2015 | 1 458 000       | 7,9%            |                 |